# Paul Chenevard
 Paul Chenevard  (3 de noviembre4 1839 -1919 ) fue un comerciante, botánico y pteridólogo suizo. Era hijo de Jean-Louis Chenevard y de Georgine Rojoux.
Se destacó en la descripción exhaustiva de la flora del cantón del Tesino.

## Algunas publicaciones
- 1907. Notes floristiques tessinoises. Bulletin de l'Herbier Boissier. GInebra, N.º 4-6
- 1904. Notes sur la lacune tessinoise (Notas sobre la brecha del Tecino. Editor Alberto Pedrazzini, 2 pp.

### Libros
- 1916. Additions au catalogue des plantes vasculaires du Tessin. 11 pp.
- 1914. Contributions à la flore des Préalpes Bergamasques. Editor Impr. Reggiani & Renaud, 64 pp.
- 1910. Catalogue des plantes vasculaires du Tessin. Ed. Librairie Kündig, Librairie de l'Institut genevois, 553 pp.
- 1907. Remarques générales sur la flore du Tessin. Editor Eredi di C. Salvioni, 4 pp.
- 1905. Contributions à la flore du Tessin. Con J. Braun. Editor Imprimerie Romet, 92 pp.

## Honores
Miembro de
- Sociedad de Botánica de Ginebra[3]

### Epónimos
Calles
- de Lyon

Especies vegetales
- (Orchidaceae) × Orchidactyla chenevardii Borsos & Soó[4]

- (Violaceae) × Viola chenevardii W.Becker[5]